# زيرون جبلي
زيرون جبلي (الاسم العلمي:Xyris montana) هو نوع من النباتات يتبع جنس الزيرون من الفصيلة الزيرونية.